# Morgan (cantante)
Morgan, pseudonimo di Marco Castoldi (Milano, 23 dicembre 1972), è un cantautore, polistrumentista, personaggio televisivo, compositore e scrittore italiano, fondatore e frontman dei Bluvertigo.
Come cantautore è l'autore della canzone che la rivista Rolling Stone Italia ha consacrato come il miglior brano di musica italiana del nuovo millennio: Altrove.
Come personaggio televisivo è il più rinomato divulgatore musicale, entrato nel Guinness dei primati nel 2013 per essere stato il vocal coach del maggior numero di vincitori di X Factor.
Con i Bluvertigo ha vinto gli MTV Europe Music Awards 1998 nella categoria Best Southern Europe Act, da solista ha vinto due volte la Targa Tenco e un Premio Lunezia per l'album Canzoni dell'appartamento, oltre al Premio De André 2010 per l'album Non al denaro non all'amore né al cielo. 

## Biografia

### Gioventù e inizi
Fratello di Roberta Castoldi, a sei anni inizia a studiare la chitarra; Marco è mancino e le difficoltà che incontra lo spingono, un paio d'anni dopo, verso il piano. Le prime composizioni arrivano a nove anni e a dieci compone anche una sonata per pianoforte. Nel frattempo esplode la new wave e Morgan scopre il New romantic, corrente musicale agli inizi degli anni ottanta, ma si appassiona anche al rock, soprattutto degli anni sessanta. Per avere un sintetizzatore, nel 1984, scende a un compromesso con i genitori: lo otterrà se incomincerà a studiare il pianoforte classico al conservatorio. In questo periodo sceglie il proprio nome d'arte, in onore del corsaro gallese Henry Morgan.
L'11 ottobre 1988 il padre si suicida, per depressione e debiti, a 48 anni. Questo evento lo porterà a scrivere a proposito della sua perdita e delle difficoltà legate a essa. Incomincia la sua carriera di professionista, all'età di sedici anni, con il pianobar. Completa gli studi con un diploma di maturità professionale presso un IPSIA-Istituto Professionale Statale per l'Industria e l'Artigianato.
Un anno dopo incomincia a suonare anche il basso elettrico. Senza invertire le corde, studia da autodidatta una tecnica con posizioni capovolte. L'anno successivo, a diciassette anni e sotto lo pseudonimo di Markooper, compone e arrangia canzoni che racchiude in due piccoli lavori dai titoli: "Prototype" e "Dandy bird & Mr contradiction" (1987).
Nel 1988 incomincia il sodalizio musicale con Andrea Fumagalli, con cui fonda poco dopo la band Golden Age assieme a Fabiano Villa. Nel 1989 esce il primo vero lavoro: Chains, seguito dal primo videoclip realizzato per il singolo Secret Love. L'insuccesso del disco porterà la band allo scioglimento: Morgan e Andy andranno a formare i Bluvertigo mentre Fabiano Villa (in veste di cantante) entrerà nei meno fortunati Rapsodia.
E' diplomato in Armonia e Storia della Musica presso il Conservatorio "Antonio Buzzolla" di Adria, presso il quale ha dato esami da privatista iscritto al Liceo Musicale "Bartolomeo Zucchi" di Monza. 

### Morgan e iBluvertigo(1991-2001, 2008, 2014-2016)
Nel 1991, unitamente ad Andrea Fumagalli (tastiere, sassofono, sintetizzatore), Marco Pancaldi (chitarra) - poi sostituito da Livio Magnini - e Stefano Panceri (batteria), fonda i Bluvertigo. L'anno seguente comincia la produzione di nuovo materiale. A seguito dell'abbandono di Panceri, conoscono Sergio Carnevale a Monza durante un concorso musicale all'"Incantesimo": sarà lui il nuovo batterista.
Nel 1993 registrano il demotape autoprodotto Note del poeta fingitore, ispirato nel titolo alla poesia Autopsicografia di Fernando Pessoa e contenente, oltre a qualche inedito, le versioni embrionali di molti dei brani che pubblicheranno negli anni a venire. Nel 1994, con l'uscita del primo singolo Iodio, i Bluvertigo esordiscono ufficialmente. Partecipano con il singolo a Sanremo Giovani dello stesso anno, ottenendo consensi dalla critica, ma piazzandosi al terzo posto fra i gruppi musicali della seconda serata, mancano l'ammissione alla successiva edizione del Festival di Sanremo riservata ai complessi classificatisi ai primi due posti.
Nel 1995 il gruppo pubblica il primo album Acidi e basi, seguito da Metallo non metallo (1997), che porterà la band alla vittoria dell'MTV Europe Music Awards come miglior gruppo italiano e alla vendita di 400 000 dischi. Nel 1999 i Bluvertigo pubblicano l'album Zero, che chiude la cosiddetta trilogia chimica: i tredici brani che compongono l'album verranno pubblicati dalla Bompiani in una raccolta poetica dello stesso Morgan con il titolo Dissoluzione. Al libro è allegato un CD contenente Canone inverso, esperimento dei Bluvertigo e dei poeti Alda Merini, Manlio Sgalambro, Enrico Ghezzi e Murray Lachlan Young. Nello stesso periodo Morgan suona il basso nell'album Gommalacca di Franco Battiato e produce due album d'esordio: Playback dei Soerba (1998) e L'eroe romantico dei La Sintesi (1999).
Nel 2001 il gruppo pubblica Pop Tools, una raccolta che contiene alcuni brani inediti, tra cui L'assenzio, brano con il quale la band partecipa al Festival di Sanremo dello stesso anno, con l'orchestra arrangiata e diretta dal maestro Carlo Carcano, classificandosi all'ultimo posto. Da questo momento incomincia un periodo in cui i diversi componenti si dedicano esclusivamente a progetti solisti: la band non viene mai ufficialmente sciolta, ma temporaneamente "congelata".
Il silenzio viene interrotto il 15 luglio 2002 per l'apertura del concerto di David Bowie al Summer Festival di Lucca e in occasione della notte di San Silvestro del 2004 a Roma. I componenti del gruppo si ritrovano nel 2008 per un concerto per il programma di MTV, Storytellers. L'esibizione prevede una rivisitazione dei loro maggiori successi in chiave acustica, che viene pubblicata il 30 maggio con il nome MTV Storytellers - Bluvertigo. La band intraprende poi, dopo sette anni, un tour estivo, il "ReTour", che tocca le maggiori città italiane. Nel 2009 Morgan e i Bluvertigo partecipano alla registrazione del singolo Domani 21/04.2009, voluto da Jovanotti e da Giuliano Sangiorgi per sostenere la ricostruzione di L'Aquila a seguito del terremoto.
Il 4 aprile del 2014, i Bluvertigo si riuniscono ancora per un concerto al Velvet Club di Rimini in ricordo del proprietario del locale Thomas Balsamini, scomparso l'anno precedente. Sull'onda dell'entusiasmo per lo show, la band si esibisce in un tour estivo di sole cinque date, il Fastour, che tocca le città di Milano, Treviso, Ravenna, Roma e Reggio Emilia. Nel 2015, dopo la partecipazione della band al Concerto del primo maggio, il tour continua al Brianza Rock Festival 2015 con la presentazione del nuovo singolo Andiamo a Londra, pubblicato nel settembre 2015.

### Carriera da solista
Nel 2002 Morgan compare nei tre video clip girati da Asia Argento per l'EP Dimmi che mi ami di Loredana Bertè, che verranno pubblicati anche nella versione deluxe dell'album del 2005 Babybertè della cantante calabrese. Recita anche in Perdutoamor del 2002, per la regia di Franco Battiato. Nel maggio del 2003 esce il suo album di esordio da solista Canzoni dell'appartamento, che vince la targa Tenco come migliore opera prima e il Premio Lunezia Nuove Stelle ed è il primo in classifica nei brani italiani pop rock.
Nel settembre 2003 vince a Crotone il Cilindro d'Argento, nell'ambito del Festival Una casa per Rino, dedicato a Rino Gaetano. Nel 2005 pubblica il "remake" del noto album Non al denaro non all'amore né al cielo, inciso nel 1971 da Fabrizio De André e ispirato all'Antologia di Spoon River di Edgar Lee Masters. Sempre nel 2005 collabora con Edoardo Bennato al disco "La fantastica storia del Pifferaio Magico" cimentandosi nel brano Lo show finisce qua, e con Andrea Pezzi curando le parti musicali del suo nuovo programma su Rai 2 dal titolo "Il Tornasole". Nel 2005 Dori Ghezzi propone a Morgan di eseguire dal vivo l'intero album Non al denaro non all'amore nè al cielo in occasione della fondazione del centro studi dell'Università di Siena dedicato a De André.

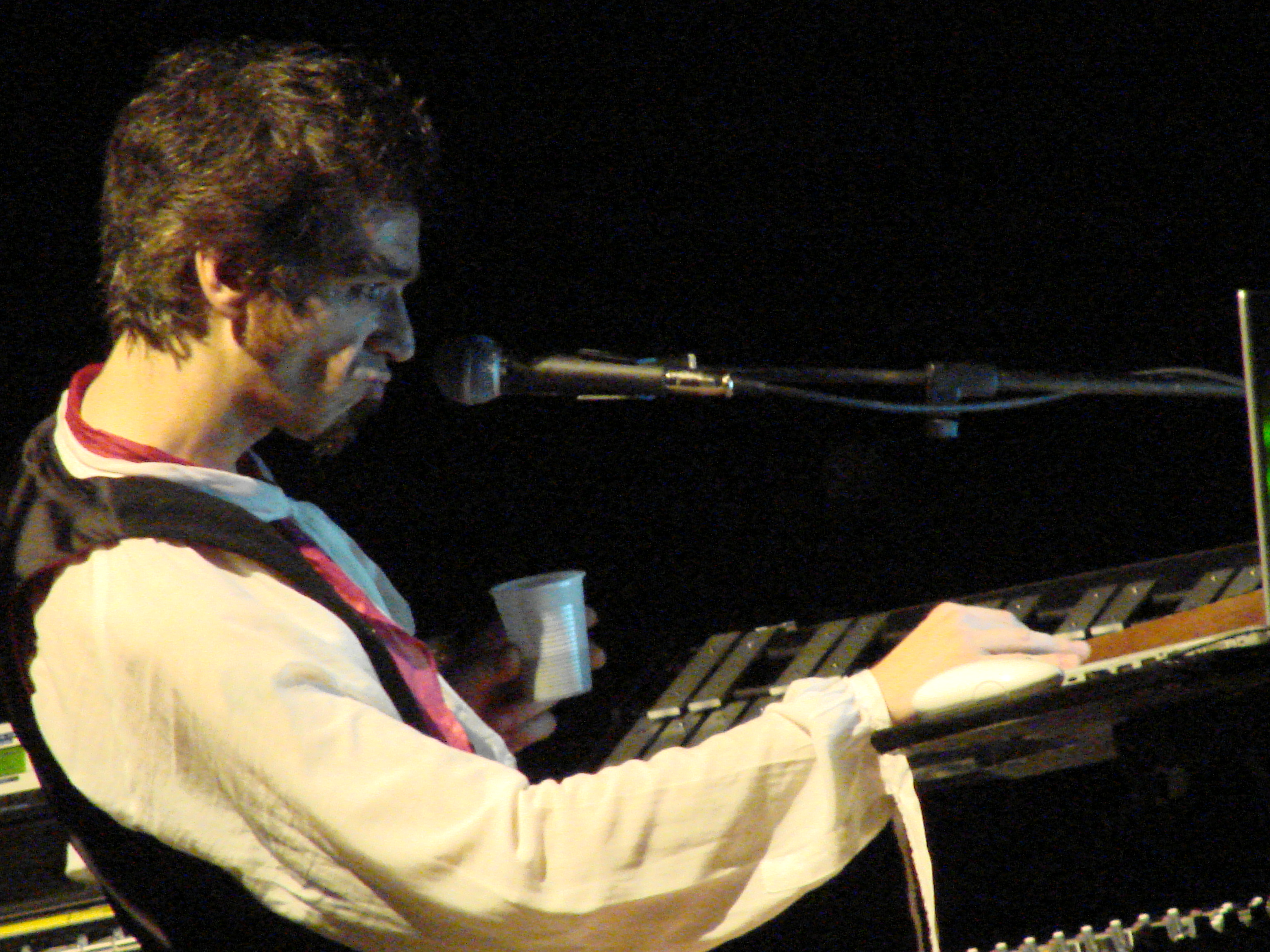
Morgan in concerto nel 2007

Nel 2007, Morgan pubblica il nuovo album di inediti Da A ad A, introdotto dal singolo Tra 5 minuti. Sull'onda del ritorno dei Bluvertigo nel 2008, viene pubblicato È successo a Morgan, una raccolta contenente brani dai suoi album da solista, quattro cover di Fabrizio De André e tre inediti: le reinterpretazioni di Il nostro concerto (Umberto Bindi), L'oceano di silenzio (Franco Battiato) e 23 roses, canzone in inglese precedentemente edita come bonus nella versione digitale di Da A ad A.
Anticipato dal singolo Il mio mondo, il 10 aprile 2009 esce un nuovo album dal titolo Italian Songbook Vol. 1. Piero Ciampi, Sergio Endrigo, Umberto Bindi, Domenico Modugno, Gino Paoli sono i cinque artisti italiani autori delle canzoni che Morgan reinterpreta nel disco, brani italiani famosi anche all'estero e incisi in doppia versione, con l'adattamento in lingua inglese. A completare l'album si aggiungono due invenzioni per orchestra d'archi realizzate dal musicista monzese insieme con il compositore Stefano Barzan ed eseguite dalla Royal Philharmonic Orchestra. Secondo quanto affermato da Morgan, l'album esprime la necessità di un ritorno a una musica italiana capace di essere competitiva sulla piazza mondiale.

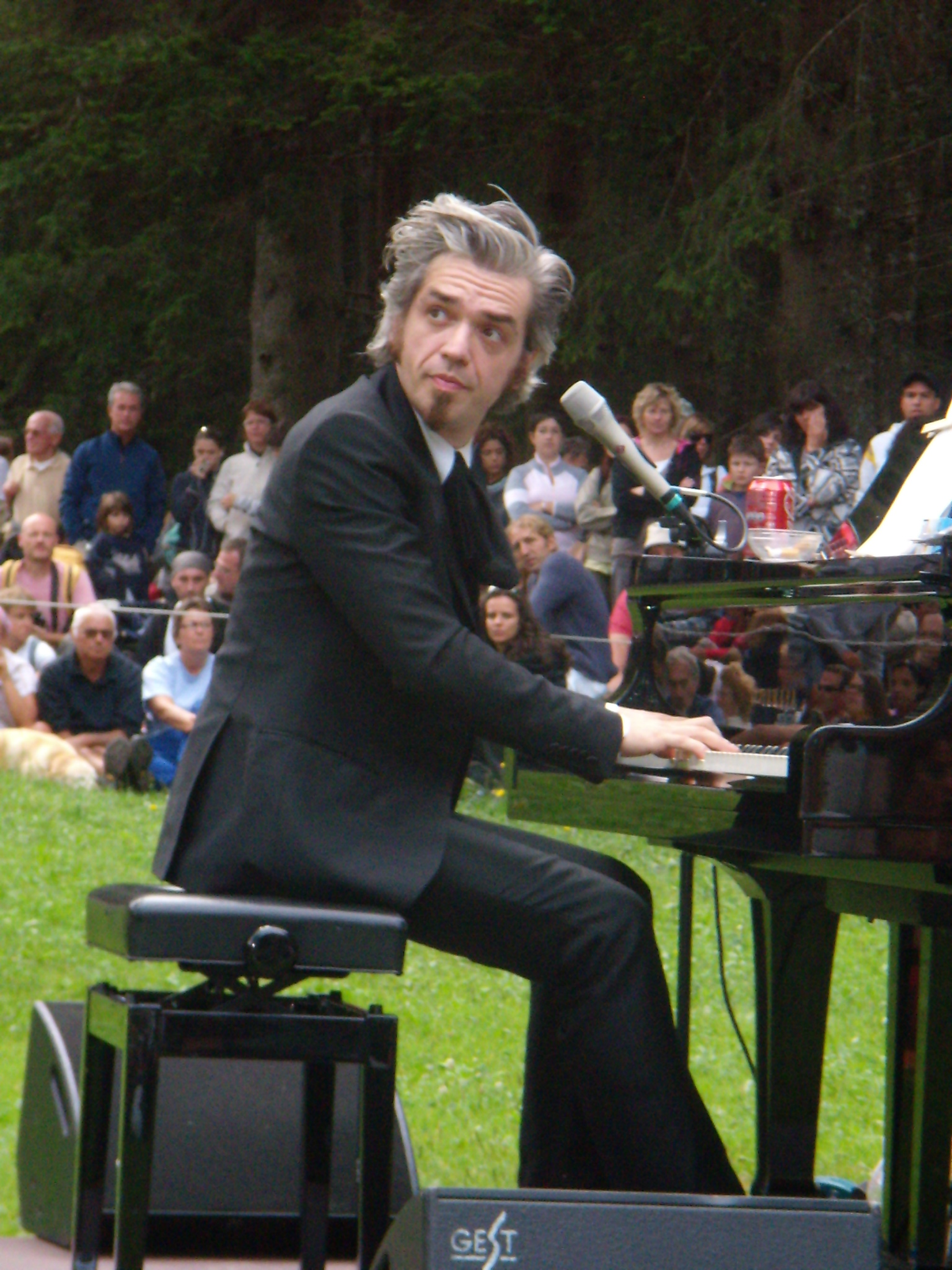
Morgan in concerto nel 2008 alle Regole di Malosco (TN)

Nel 2009 annuncia la sua partecipazione al Festival di Sanremo 2010 nella sezione "Artisti", col brano La sera, ma a tredici giorni dall'inizio del Festival, il 3 febbraio 2010, Morgan è escluso dalla competizione a causa di una sua controversa dichiarazione al mensile Max dove cita l'uso di crack come antidepressivo.
A ottobre Morgan incomincia a lavorare a un nuovo album, che compone con l'ausilio di supporti tecnologici come l'iPad. Il 19 febbraio 2010, viene pubblicato Morganicomio - Morgan al suo meglio, album di grandi successi dell'artista che include diciannove canzoni, incluso il singolo La sera che doveva presentare a Sanremo. In estate parte anche "Con Certo", il nuovo tour italiano realizzato con l'apporto dell'Ensemble Symphony Orchestra di Massa Carrara, diretta da Carlo Carcano, e di altri musicisti come Daniele Dupuis e l'amico Sergio Carnevale. Durante il tour, Morgan canta e suona pianoforte, tastiere e clavicembalo.
Il 22 marzo 2011 esce RossoNoemi album di Noemi, cantante seguita da Morgan durante la seconda edizione di X Factor: nell'album è inclusa come bonus track la reinterpretazione live del brano Altrove di Morgan. Il 24 gennaio 2012 esce Italian Songbook Vol. 2. In questo secondo volume, che continua il progetto musicale del 2009 con Italian Songbook Vol. 1, Morgan rende omaggio a Domenico Modugno, Piero Ciampi, Pino Donaggio, I Gufi, Roberto De Simone, Charles Aznavour, Rodolfo De Angelis, Sergio Endrigo, Luigi Tenco e Giorgio Gaber, rivisitandone e reinterpretandone le canzoni. L'album contiene due brani inediti di Morgan, Desolazione (strumentale) e Una nuova canzone.
Il 20 novembre 2014, durante il quinto live di X Factor, annuncia l'uscita di un nuovo disco di inediti. 
Il 19 novembre 2020 pubblica, con la casa editrice Emons, L'audiolibro di Morgan (Io, l'amore, la musica, gli stronzi e Dio): un album di 5 ore e 22 minuti, frutto di un lavoro durato 10 anni, dove l'artista mescola musica, racconti di vita privata, riflessioni, favole, canzoni e lezioni di musica condensate in un viaggio psichedelico. A partire da dicembre 2020 Morgan pubblica sul proprio profilo Instagram gratuitamente un album composto da grandi brani della musica classica riarrangiati da lui anche in chiave elettronica.
Sempre su Instagram verso la fine del 2020 il musicista pubblica anche quattro dei cinque inediti da lui proposti al direttore artistico del festival di Sanremo Amadeus e bocciati dal medesimo per "motivazioni artistiche" per andare in gara e rende anche disponibili 4 brani sperimentali facenti parte di un album inedito intitolato "Mr. Agon e il sacro silenzio".

### X Factore altre attività

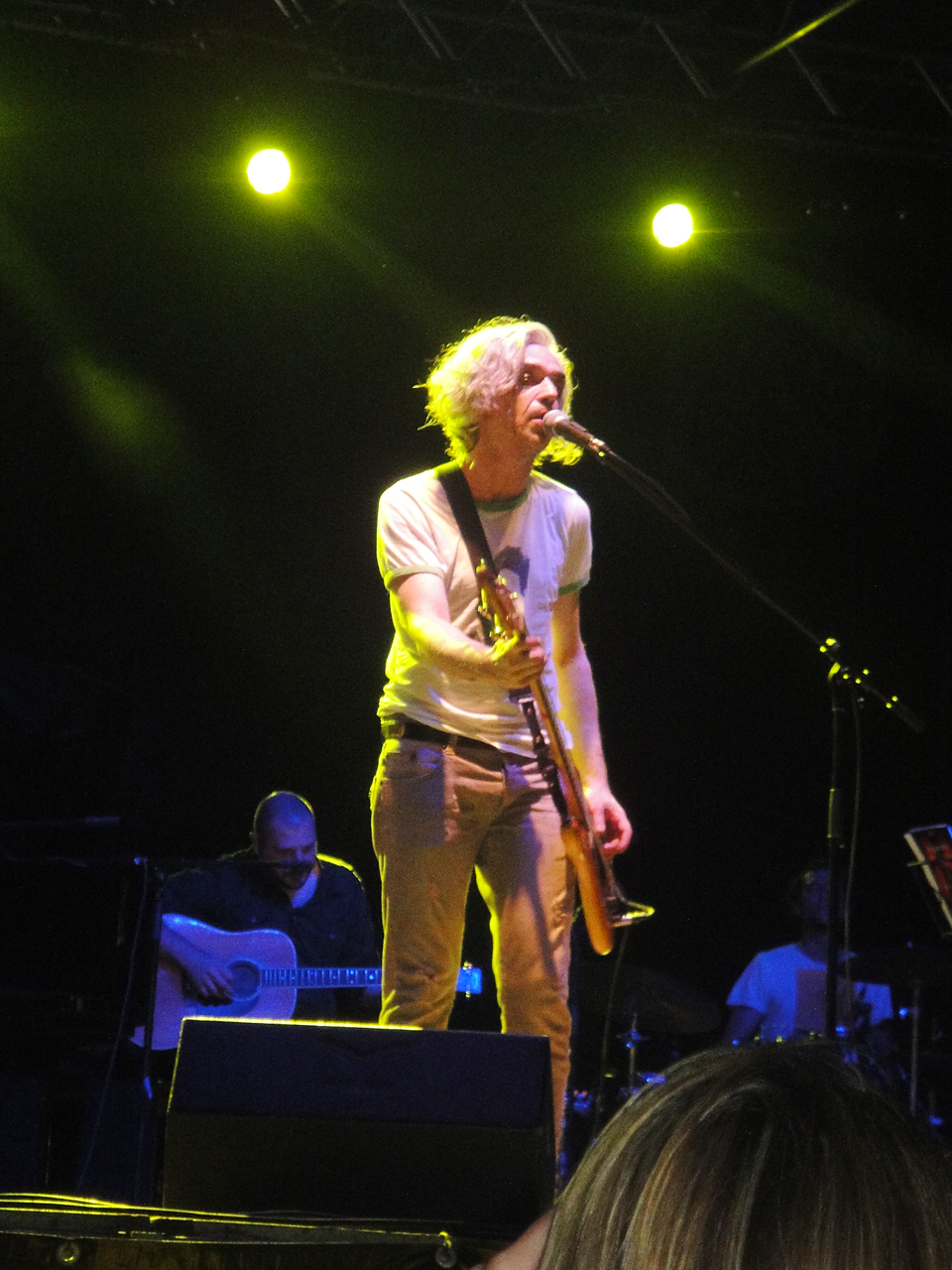
Morgan in concerto alla Cattedrale di Asti, 15 luglio 2011

Alla sua opera di musicista, Morgan affianca sempre più frequenti attività, tra cui spicca maggiormente quella di giudice del programma X Factor. Non mancano collaborazioni per colonne sonore e le apparizioni in televisione (fra le altre: MTV Absolutely 80's/90's/Star, Tokusho e da Fabio Fazio a Che tempo che fa). Eccezionalmente Morgan è anche scrittore.
Nel 2004, Morgan compone la colonna sonora di due film: Ingannevole è il cuore più di ogni cosa, diretto dalla compagna Asia Argento, e Il siero della vanità di Alex Infascelli; nel primo, inoltre, doppia Marilyn Manson in un ruolo attoriale minore e nel secondo compare in un piccolo cameo. Nel 2006 collabora al progetto "Rezophonic", prodotto da M. Riso e M. Trentacoste dei Deasonika, compone la colonna sonora del film Il Quarto Sesso di Marco Costa, e interpreta Milan nel film Transylvania di Tony Gatlif.
Nel 2008, insieme con Mauro Garofalo scrive il libro In pArte Morgan, edito da Elèuthera, uscito successivamente nel 2009. Nello stesso anno partecipa come giudice alla prima edizione del programma di Rai 2, X Factor, condotto da Francesco Facchinetti, insieme con Mara Maionchi e Simona Ventura (da cui escono vincitori gli Aram Quartet con la canzone Chi (Who), scritta da Morgan in collaborazione con il vocal coach della categoria 'gruppi' Gaudi). Un'esperienza, questa, da lui stesso definita bellissima ma estenuante. A novembre 2008, invece, Morgan è chiamato a sviluppare e sostenere un nuovo progetto di Match Music, canale televisivo di informazione musicale, che lo nomina suo direttore artistico.
A fine 2008, Morgan ritorna a X Factor nella seconda edizione, accanto ad Andrea Rodini per i cantanti over 25. Anche questa edizione è vinta da un suo cantante, Matteo Becucci. L'anno seguente partecipa alla terza edizione del programma, accanto Carlo Carcano per i cantanti 16-24 anni. Per la terza volta consecutiva, vince un suo cantante, Marco Mengoni.
Nell'ottobre 2010 il cantante partecipa come ospite fisso alla trasmissione Le invasioni barbariche, in onda su LA7. Nel 2010 presenta il programma Invece no su Deejay TV.
Nel 2011 il regista Giovanni Veronesi utilizza il brano Altrove come colonna sonora del film campione di incassi Manuale d'amore 3 con Robert De Niro, ed è utilizzata integralmente in una lunga sequenza centrale nel film senza alcuna sovrapposizione di dialogo.
È stato riproposto come "giudice" per la quinta edizione di X Factor (2011/2012), che viene trasmessa dal 20 ottobre 2011 al 5 gennaio 2012 su Sky Uno. Ad affiancarlo ci sono stavolta Simona Ventura, Elio e Arisa come giudici e Alessandro Cattelan che sostituisce Francesco Facchinetti come conduttore del programma. In questa edizione, Morgan ottiene la categoria degli Uomini 16-24. Nel 2012, viene riconfermato per la sesta edizione di X-Factor, insieme con il resto della giuria dell'edizione precedente e porterà alla vittoria Chiara Galiazzo.
Nel 2012 esordisce inoltre come regista d'opera, firmando la regia de Il matrimonio segreto di Domenico Cimarosa al Teatro Coccia di Novara. Viene riconfermato giudice nella settima edizione di X Factor insieme con Elio, Mika e Simona Ventura. A lui viene attribuita la categoria under 25 uomini. Per la quinta volta vince un suo cantante, Michele Bravi. È stato riconfermato anche per l'ottava edizione del talent show nel 2014 insieme con Fedez, Mika e Victoria Cabello, ottenendo la categoria dei gruppi, ma stavolta tutti i suoi concorrenti vengono eliminati prima della semifinale.
In occasione del suo quarantaduesimo compleanno, il 23 dicembre 2014, carica dodici versioni diverse del brano Destino cattivo sul suo sito, scaricabili gratuitamente.

### Sanremo 2016, la partecipazione adAmici di Maria De Filippie altri progetti
Il 13 dicembre 2015 è stata annunciata la sua partecipazione in quanto membro dei Bluvertigo al Festival di Sanremo 2016 con il singolo Semplicemente, eliminato in semifinale.
Dal 2 aprile 2016 veste il ruolo di giudice al serale della quindicesima edizione di Amici. Dal 25 marzo 2017 e per sole 4 puntate veste il ruolo di direttore artistico al serale della sedicesima edizione di Amici di Maria De Filippi; al termine di ripetuti dissapori con la produzione e con gli stessi ragazzi della squadra bianca, Maria De Filippi annuncia tramite comunicato stampa la sua esclusione dal programma. Inoltre, una serie di duri attacchi nei confronti dello stesso show televisivo gli causano una querela per diffamazione da parte di Mediaset.
Nell'ottobre 2018 è co-conduttore della 42ª Rassegna della canzone d'autore, promossa dal Club Tenco, durante la quale si esibisce inoltre con il Premio Tenco 2018 Zucchero Fornaciari sulle note di Love Is All Around. A gennaio 2019 conduce su Rai 2 il programma Freddie - Morgan racconta i Queen, prima di entrare nel team di giudici del talent show The Voice of Italy sempre sulla stessa rete. Nel giugno 2019 conduce su Rai 2 il programma Ziggy, Morgan presenta David Bowie, dedicato al suo idolo David Bowie.

### Sanremo 2020 eBallando con le stelle
Il 31 dicembre 2019 viene annunciata la sua partecipazione al Festival di Sanremo 2020, in coppia con Bugo, con il brano Sincero. Vengono squalificati per defezione il 7 febbraio 2020, durante la quarta serata, in seguito ad alcuni screzi avvenuti tra i due artisti dietro le quinte: Morgan cambia il testo della canzone inserendovi critiche pesanti nei confronti di Bugo, il quale si innervosisce ed abbandona il palco, portando all'interruzione dell'esibizione. In seguito Morgan ha dichiarato che ha avuto degli screzi prima con l'organizzazione di Sanremo e poi con Bugo stesso. Nel luglio del 2024 Morgan è stato assolto dal tribunale di Imperia dall’accusa di diffamazione nei confronti del collega perché il fatto non sussiste.
Dal 16 ottobre 2021 è uno dei concorrenti della sedicesima edizione di Ballando con le stelle.
È la voce narrante del podcast Ikaros, una serie originale Spotify che racconta le storie di icone musicali scomparse prematuramente o in circostanze tragiche.
Il 15 maggio 2022 presenta in anteprima a Domenica In il nuovo singolo Battiato (mi spezza il cuore), un omaggio al cantautore siciliano Franco Battiato. Il singolo verrà poi pubblicato ufficialmente il 1º agosto 2022, annunciato attraverso un post sulla sua pagina social.

### Impegno politico
Il 15 ottobre 2020, Morgan, intervistato nella trasmissione di Rai Radio 1 Un giorno da pecora dichiara di aver accettato la proposta di Vittorio Sgarbi di candidarsi con la lista Rinascimento a sindaco della città di Milano. Su una possibile giunta ha dichiarato che gli piacerebbe avere con sé il professor Alberoni ed Eugenio Finardi. Il suo slogan: "Vota Morgan, ribellirai e ribelliremo. Diventare di nuovo belli nelle ribellione, insomma".
Pochi giorni dopo, il 21 ottobre, arriva però la smentita nella trasmissione Zapping su Rai Radio 1: "È semplicemente un'occasione per esprimere delle opinioni sulla città, che è la mia città e che io amo. Bisogna prendere la cosa molto alla leggera. Ringrazio Sgarbi ma non c'è niente di concreto".
In vista delle comunali del 2022 viene annunciato come capolista della lista di Sgarbi a Verona a sostegno del sindaco uscente Federico Sboarina il quale però pone il veto sulla candidatura dell'artista.

### StraMorgan e ritorno ad X Factor
Nell'aprile 2023 torna in televisione, su Rai 2, come Co-conduttore a fianco di Pino Strabioli, nel programma musicale StraMorgan. Programma in onda per una settimana in seconda serata, nel quale racconta la storia musicale dei grandi cantautori italiani.
Il programma riceve il premio Lunezia 2023 come miglior programma televisivo per la ricerca culturale.
Nello stesso anno è anche giudice per X Factor. A 3 puntate dalla fine viene licenziato da Sky Italia e Fremantle Italia a seguito di "ripetuti comportamenti incompatibili e inappropriati".

### ...e quindi, insomma, ossia
Nell'agosto del 2023 annuncia una collaborazione discografica con Pasquale Panella. Nell'ottobre successivo annuncia l'uscita dell'album ...e quindi, insomma, ossia, prevista per il 17 novembre, poi per il 19 novembre, successivamente per febbraio 2024. Tuttavia, la pubblicazione del disco non è avvenuta.
Il 23 febbraio 2024 pubblica il singolo Si, certo l'amore. Il 24 maggio pubblica il singolo Rutti con l'etichetta discografica  Warner Music Italy.

## Vita privata
Dal 2000 al 2007 ha avuto una relazione con l'attrice italiana Asia Argento dalla quale, il 20 giugno 2001, ha avuto la prima figlia, Anna Lou. Il 28 dicembre 2012 ha avuto una seconda figlia, Lara, nata dalla relazione con Jessica Mazzoli, concorrente di X Factor 5 e Grande Fratello. Il 27 marzo 2020 nasce la sua terza figlia, Maria Eco, dalla relazione con la compagna  Alessandra Cataldo.

## Controversie
In un'intervista, che poi dichiarerà essergli stata carpita con l'inganno, Morgan dichiara: «Uso regolarmente il crack, mi serve contro lo stress». Alle dichiarazioni in favore dell'uso di sostanze stupefacenti seguiranno varie polemiche, nonché l'esclusione dal Festival di Sanremo 2010.
Nell'agosto del 2023, durante il concerto al Parco archeologico di Selinunte, subendo richieste pressanti di cantare alcuni brani di Franco Battiato, cui la serata era dedicata, dopo aver suonato una melodia di Maurice Ravel cantandovi sopra un testo di Luigi Tenco, Morgan inveisce contro parte del pubblico, anche con insulti omofobi.
Nel novembre dello stesso anno, viene licenziato da X Factor, in cui era giudice, a causa di contrasti con la produzione e con gli altri giudici.

## Discografia

### Solista

#### Album in studio
- 2003 - Canzoni dell'appartamento
- 2005 - Non al denaro non all'amore nè al cielo
- 2007 - Da A ad A
- 2009 - Italian Songbook Volume 1
- 2012 - Italian Songbook Volume 2
- 2020 - L'audiolibro di Morgan (Io, l'amore, la musica, gli stronzi e Dio)
- 2020 - La musica seria

#### Colonne sonore
- 2004 - Ingannevole è il cuore più di ogni cosa
- 2004 - Il suono della vanità

#### Raccolte
- 2008 - È successo a Morgan
- 2010 - Morganicomio
- 2014 - Destini Cattivi

### Con i Bluvertigo

#### Album in studio
- 1995 - Acidi e basi
- 1997 - Metallo non metallo
- 1999 - Zero - ovvero la famosa nevicata dell'85

#### Raccolte
- 2001 - Pop Tools

#### Album dal vivo
- 2008 - MTV Storytellers - Bluvertigo

### Con i Golden Age

#### Album in studio
- 1989 - Chains

## NFT
- Singolo Premessa della Premessa, primo brano italiano venduto in NFT[senza fonte]; pagato 10 ETH
- Manoscritto brano Altrove, venduto ad 1 ETH

## Collaborazioni
Molteplici sono state le collaborazioni di Morgan con altri artisti, tra cui Franco Battiato, Edoardo Bennato, Ivano Fossati, Subsonica fino al progetto "Cantautore" brano scritto e composto da Morgan, ed utilizzato come sigla di Cantautoradio su Radio2, interpretato da oltre 40 cantautori italiani tra cui Francesco Guccini, Gino Paoli, Giuliano Sangiorgi, Alice, Federico Zampaglione, Calcutta, Sergio Cammariere, Daniele Silvestri, Alex Britti, Niccolò Fabi, Roberto Vecchioni e Eugenio Finardi.
- 1996 - Prospettiva Nevskij (cover dei Bluvertigo) in Battiato non Battiato
- 1997 - Elettrochoc e Fantasia (cover dei Bluvertigo) in Registrazioni moderne di Antonella Ruggiero
- 1997 - Buoni con il mondo di Brando
- 1998 - Gommalacca di Franco Battiato (voce, basso)
- 1997 - Mosca Bianca di Francesca Lago (produttore)
- 1998 - Amore lontanissimo di Antonella Ruggero (partitura d'orchestra della versione presentata al Festival di Sanremo 1998)
- 1998 - Playback dei Soerba (produttore, coautore dei testi, arrangiamento, chitarra, synthm campionatore, voce, cameo nel videoclip alternativo)
- 1998 - L'immagine (voce, basso, coautore) in Exit di Alice
- 1998 - Alifib (con Morgan, Franco Battiato, Saro Cosentino) in The different you, Robert Wyatt e noi
- 1999 - Arcano enigma di Juri Camisasca (arrangiamento di Morgan; musiche suonate dai Bluvertigo)
- 1999 - Capo Horn di Jovanotti (sintetizzatori) in Lorenzo 1999
- 1999 - L'eroe romantico de La Sintesi (produttore, coautore, arrangiatore, voce, chitarra, pianoforte, altri strumenti)
- 1999 - Discolabirinto (autore del testo e coautore della musica, Bluvertigo nel videoclip) in Microchip emozionale dei Subsonica
- 1999 - Volevo essere altrove (pianoforte, drum machine) in Nido di Cristina Donà
- 1999 - Altre forme (voce) in Martians and Spaceships di Bochum Welt
- 2000 - Chanson egocentrique (duetto con i Bluvertigo) in Personal Juke Box di Alice
- 2000 - Arsenico (basso) in Television di Paola & Chiara
- 2001 - Black Mokette di Mao (produttore)
- 2003 - R.I.P. e Quando la buona gente dice (basso); Non mi rompete (cori) in No palco del Banco del Mutuo Soccorso
- 2004 - Space Oddity (voce) in Estetica di Megaherz
- 2004 - Insieme a te sto bene (basso, apparizione nel videoclip) dei Lombroso
- 2005 - Lo show finisce qua (voce, arrangiamento, pianoforte) di Edoardo Bennato in La fantastica storia del Pifferaio Magico
- 2007 - Si riparte da zero (moog); Credi di conoscermi (basso); 5 minuti (autore); Il paradiso (basso, voce, mixaggio) in Credi di conoscermi dei Lombroso
- 2008 - Di Domenico Playes Morricone (voce, strumentista)
- 2008 - ChiARAMente degli Aram Quartet (produttore); Chi (Who) (coautore)
- 2009 - Domani (voce) con Artisti uniti per l'Abruzzo in Domani 21/04.2009 prodotto da Mauro Pagani
- 2009 - L'arca di Noé di Sergio Endrigo (duetto con Sergio Cammariere)
- 2009 - Buon Compleanno (suonato da Claudio Baglioni, Morgan, Renzo Arbore) in Q.P.G.A. di Claudio Baglioni
- 2010 - In questa città di Fabio Cinti (autore, arrangiatore)
- 2010 - Mandami un messaggio (voce) in La capanna dello Zio Rock di Omar Pedrini
- 2010 - Perché e Lo show finisce qua (produzione, voce, pianoforte) in MTV Classic Storytellers di Edoardo Bennato
- 2010 - L'amore è tutto qui e Il denaro (registrazione del live al Teatro Regio di Parma del 21 giugno 2008) in E continuo a cantare. Piero Ciampi live
- 2011 - Si può morire de I Gufi (duetto con i Cluster) in Italian Songbook Volume 2 di Morgan
- 2011 - L'esempio delle mele (produttore) di Fabio Cinti
- 2012 - Indifference (duetto con Asia Argento; musica di Morgan e testo di Asia Argento) eseguito a X Factor 5
- 2012 - Megalomane (remix) da Megalomane di Jessica Mazzoli
- 2012 - Benvenuto il luogo dove (cover) da Per Gaber... io ci sono
- 2012 - Autostima di prima mattina (compositore, coautore del testo, controcanto) da Autostima di prima mattina di Ics
- 2013 - Io faccio (duetto, voce e musica; apparizione nel videoclip) di Big Fish
- 2013 - 'O Sole mio (pianoforte) in Senza 'na ragione di Massimo Ranieri
- 2013 - Total Entropy di Asia Argento (voce e coautore)
- 2013 - Over the Rainbow (produttore) di Chiara
- 2014 - Requiem for Lou Reed (voce e musica) con Fabio Cinti
- 2018- Com'è lunga la notte (duetto) in L'infinito di Roberto Vecchioni
- 2019 - Cantautore - brano di Morgan interpretato da Alex Britti, Alice, Bugo, Calcutta, Caparezza, Carmen Consoli, Daniele Silvestri, Edoardo Bennato, Enrico Ruggeri, Eugenio Finardi, Federico Zampaglione, Francesco Baccini, Francesco Guccini, Giancarlo Onorato, Gino Paoli, Giuliano Sangiorgi, Luca Urbani, Max Pezzali, Mr. Agon, Niccolò Fabi, Omar Pedrini, Roberto Vecchioni, Sergio Cammariere
- 2019 - Rolls Royce di Achille Lauro - duetto al 69º Festival di Sanremo
- 2020 - Sincero di Bugo - duetto al 70º Festival di Sanremo
- 2020 - Io che non ho sognato mai (duetto) in La piramide di Luca Madonia
- 2024 - Una rosa sul calendario - brano di Morgan su testo di un detenuto in Parole liberate vol 2
- 2024 - Cuore in polvere - brano del tenore chitarrista Federico Paciotti scritto e composto da Morgan, prodotto da Howie B [58]

### Cover
- 2008 - Irene Grandi inserisce Canzone per Natale nell'album Canzoni per Natale
- 2009 - Marco Mengoni canta Amore Assurdo durante la finale di X Factor 3, l'esibizione viene pubblicata su iTunes
- 2011 - Noemi inserisce Altrove nell'album RossoNoemi
- 2012 - ICS canta Iodio dei Bluvertigo durante X Factor 6. L'esibizione viene prima pubblicata su iTunes e successivamente nell'EP Autostima di prima mattina
- 2013 - Michele Bravi canta Cieli neri dei Bluvertigo durante X Factor 7
- 2017 - Mauro Ermanno Giovanardi inserisce Cieli neri dei Bluvertigo nell'album La mia Generazione

## Partecipazioni al Festival di Sanremo
- 1994 (Sanremo Giovani) - Iodio - con i Bluvertigo
- 2001 - L'assenzio - con i Bluvertigo, 16° classificati.
- 2016 - Semplicemente - con i Bluvertigo, 16° classificati.
- 2019 - Rolls Royce - Ospite di Achille Lauro nella serata delle cover.
- 2020 - Sincero - con Bugo, 24° classificati nella serata del venerdì ed in seguito squalificati dalla manifestazione.

## Filmografia
- 2001 - L'assenzio, regia di Asia Argento
- 2002 - Perduto amor di Franco Battiato (comparsa)
- 2003 - Michel Over Nous. Il caso Houellebecq di Edilio Milsani e Marco Saracco
- 2004 - Il siero della vanità di Alex Infascelli - musiche, interpreta l'Uomo Gatto nello show del Toro Scoreggione
- 2004 - Ingannevole è il cuore più di ogni cosa di Asia Argento - musiche, doppia Jackson, interpretato da Marilyn Manson
- 2006 - Transylvania di Tony Gatlif - interpreta Milan
- 2006 - Il quarto sesso di Marco Costa - musiche, interpreta Karl Marx
- 2011 - When You're Strange di Tom DiCillo - narratore (doppiatore di Johnny Depp nella versione italiana)
- 2021 - Vita da Carlo di Carlo Verdone - interpreta se stesso nel sesto episodio

## Televisione
- Il Tornasole (Rai 2, 2006)
- X Factor Italia (Rai 2, 2008-2010; Rai 1, 2009; Sky Uno, 2011-2014, 2023) Giudice
- Le invasioni barbariche (LA7, 2010)
- Invece no (Deejay TV, 2010)
- MTV Spit (MTV, 2013) Giurato
- Sogno e son desto (Rai 1, 2014, 2016)
- Amici di Maria De Filippi (Canale 5, 2016) Giurato; (2017) Coach
- Premio Tenco (Rai 3, 2017-2019; Rai 1, 2023)
- Freddie - Morgan racconta i Queen (Rai 2, 2019)
- The Voice of Italy (Rai 2, 2019) Coach
- Ziggy - Morgan presenta David Bowie (Rai 2, 2019)
- Name That Tune - Indovina la canzone (TV8, 2020-2023) Concorrente
- AmaSanremo (Rai 1, 2020) Giudice
- Ballando con le stelle (Rai 1, 2021) Concorrente
- StraMorgan (Rai 2,  2023)

## Libri
- Dissoluzione, Bompiani, 1998, (II edizione 2009)
- In pArte Morgan, Elèuthera, 2008 (con Mauro Garofalo)
- Io, l'Amore, la Musica, gli Stronzi e Dio, 2014, ed. Einaudi
- Essere Morgan. La casa gialla, La nave di Teseo, 2020
- L'audiolibro di Morgan Emons Libri e Audiolibri, 2020
- Parole d'aMorgan, Baldini+Castoldi, 2022, con Pasquale Panella

## Teatro
- 2012 - Opera Il matrimonio segreto di Cimarosa - regista
- 2014 - Opera Arancia meccanica scritto da Anthony Burgess, regia Gabriele Russo - musiche attingendo alle sonate e sinfonie di Beethoven
- 2015 - Il libro di Morgan dal vivo. Rappresentazione teatrale in 5 atti - regista e sceneggiatore
- 2017, 2018, 2019, 2022- Premio Tenco - presentatore
- 2022 - Morgan-Joyce. Rappresentazione musico teatrale - regista, sceneggiatore, interprete

## Podcast
- 2021, 2022 - Ikaros, le ali di cera del rock. - Podcast originale Spotify

## Riconoscimenti
- 1997 - Prix Leonardo, premio speciale ai Bluvertigo per la comunicazioni ai giovani
- 1998 - MTV Europe Music Awards con i Bluvertigo nella categoria Best Southern Europe Act
- 2003 - Italian Music Awards come Miglior artista maschile italiano
- 2003 - Targa Tenco al Premio Tenco come miglior opera prima per l'album Canzoni dell'appartamento
- 2003 - Premio Biddeci per l'album Canzoni dell'appartamento
- 2004 - Premio Lunezia nuove stelle per l’album Canzoni dell'appartamento
- 2005 - Targa Tenco al Premio Tenco come interprete per l'album Non al denaro non all'amore né al cielo
- 2010 - Premio De André per l'album Non al denaro non all'amore né al cielo
- 2011 - Fimi: disco d'oro per l'album Italian Songbook Volume 1
- 2014 - Guinness world record 2014 (Guinness dei primati) come giudice che ha vinto più edizioni consecutive di talent musicali al mondo
- 2015 - Fimi: disco d'oro per il brano Altrove
- 2017 - Premio Barocco al Castello di Gallipoli
- 2018 - Premio Cavallini per la creatività
- 2019 - Premio Bindi alla carriera
- 2019 - Premio Margherita Hack
- 2021 - Premio Assotutela per le eccellenze italiane
- 2023 - Premio Lunezia TV per la qualità culturale della trasmissione "StraMorgan".